# Żerków
Żerków (niem. Sirkowe, Zerkow) – miasto w województwie wielkopolskim, w powiecie jarocińskim, na Wale Żerkowskim, siedziba gminy Żerków.
Według danych z 31 grudnia 2009 miasto liczyło 2127 mieszkańców.
Prywatne miasto szlacheckie lokowane w 1300 roku położone było w XVI wieku w województwie kaliskim.

## Położenie
Żerków leży na obszarze Wału Żerkowskiego, w pobliżu rzek Warty i Lutyni. Jest uznawany za turystyczną perełkę Wielkopolski. Znajduje się około 14 km od Jarocina i około 60 km od Poznania. Położony jest w pobliżu linii kolejowej Wrocław – Jarocin – Gniezno, stacja kolejowa Żerków znajduje się we wsi Chrzan, ok. 5 km na zachód od granic miasta.
Według danych z 1 stycznia 2011 r. powierzchnia miasta wynosiła 2,16 km².
W latach 1975–1998 miasto administracyjnie należało do województwa kaliskiego.

## Szwajcaria Żerkowska
Gospodarka Żerkowa bazuje na turystyce. Miasto jest głównym ośrodkiem – bazą noclegową, terenem kultury i rekreacji (zwłaszcza w okresie letnim) i wypadową tzw. Szwajcarii Żerkowskiej. Obejmuje ona tereny niewysokich wzgórz opartych o wypełnioną rozlewiskami pradolinę Warty. W samym sercu Szwajcarii Żerkowskiej znajduje się pałac w Śmiełowie. Tereny te zostały objęte ochroną w ramach Żerkowsko-Czeszewskiego Parku Krajobrazowego.
Wszelkie działania związane z turystyką pełni gminna jednostka Mickiewiczowskie Centrum Turystyczne (m.in. nocleg, spływy kajakowe, wycieczki rowerowe itd.)

## Historia
Ślady osadnictwa na terenie dzisiejszego Żerkowa należą do kultury łużyckiej okresu halsztackiego, czyli z 650-400 r. p.n.e. Pierwsza udokumentowana wzmianka o Żerkowie pochodzi z 30 listopada 1257 r. Miejscowość pojawiła się w dokumencie, w którym wskazano, że książę Bolesław Pobożny nadał Jankowi Wojciechowiczowi z rodu Zarembów kilka miejscowości, w tym Zirchovo. Należy podkreślić, że na fakt powstania Żerkowa miały dwa zagadnienia tj. położenia na trasie szlaku wrocławsko-toruńskiego i sąsiedztwo grodu Wilkowyja. Warto wskazać, że na terenie dzisiejszego Żerkowa miał istnieć gród kasztelański, który spłonął w pożarze z 1382 r.
Przez następne kilkaset lat tereny dzisiejszego Żerkowa często zmieniał właścicieli. Około roku 1372 r. dziedzicem miejscowości miał być Wawrzyniec Zaręba, który był kasztelanem poznańskim i ostrowskim. Podczas konfliktu między rodem Nałęczów i Grzymalitów (1382-1384) Żerków został zniszczony, po czym nastąpiła jego systematyczna odbudowa126. W XVII w. wśród właścicieli terenów dzisiejszego Żerkowa byli – Jan Roszkowski, Hieronim Radomicki oraz Michał Mycielski z Chocieszewic. Po drugim rozbiorze (1793) Żerków znalazł się pod kontrolą Prus. We wrześniu 1860 r. ma miejsce w Żerkowie zjazd ziemiaństwa w. W spotkaniu uczestniczyło 800 osób.
Do 1914 r., tj. do wybuchu I wojny światowej miejscowość rozwijała się. Przykładem tego jest powstanie m.in., Banku Ludowego w Żerkowie, Koła Śpiewu „Lutnia” oraz rozbudowa infrastruktury komunikacyjnej. Mieszkańcy Żerkowa pochodzenia polskiego byli ofiarami/świadkami prób germanizacji, tj. wynarodowienia z polskiej kultury. W wyniku powstania wielkopolskiego Żerków znalazł się w granicach II Rzeczypospolitej Polskiej. Do 1939 r. w miejscowości powstało kilka organizacji społecznych takich jak koło Związku Obrony Kresów Zachodnich i koło Chrześcijańsko-Narodowego Stronnictwa Rolniczego. Istniał m.in., Klub Sportowy „Polonia” oraz Koło Miejskie Polskiego Czerwonego Krzyża. Nie bez znaczenia był fakt, że mieszkańcy Żerkowa upamiętniali tych mieszkańców, którzy w 1918 i 1919 walczyli o przyłączenie Wielkopolski do odradzającego się państwa polskiego.
Krótko po wojnie Żerków przejściowo nie został zaliczony do miast wg urzędowego wykazu miast i gmin z 28 lipca 1945. W latach 1975–1998 miasto administracyjnie należało do woj. kaliskiego, a przed rokiem 1975 i od 1999 do powiatu jarocińskiego.

## Dzieje Żerkowa w datach

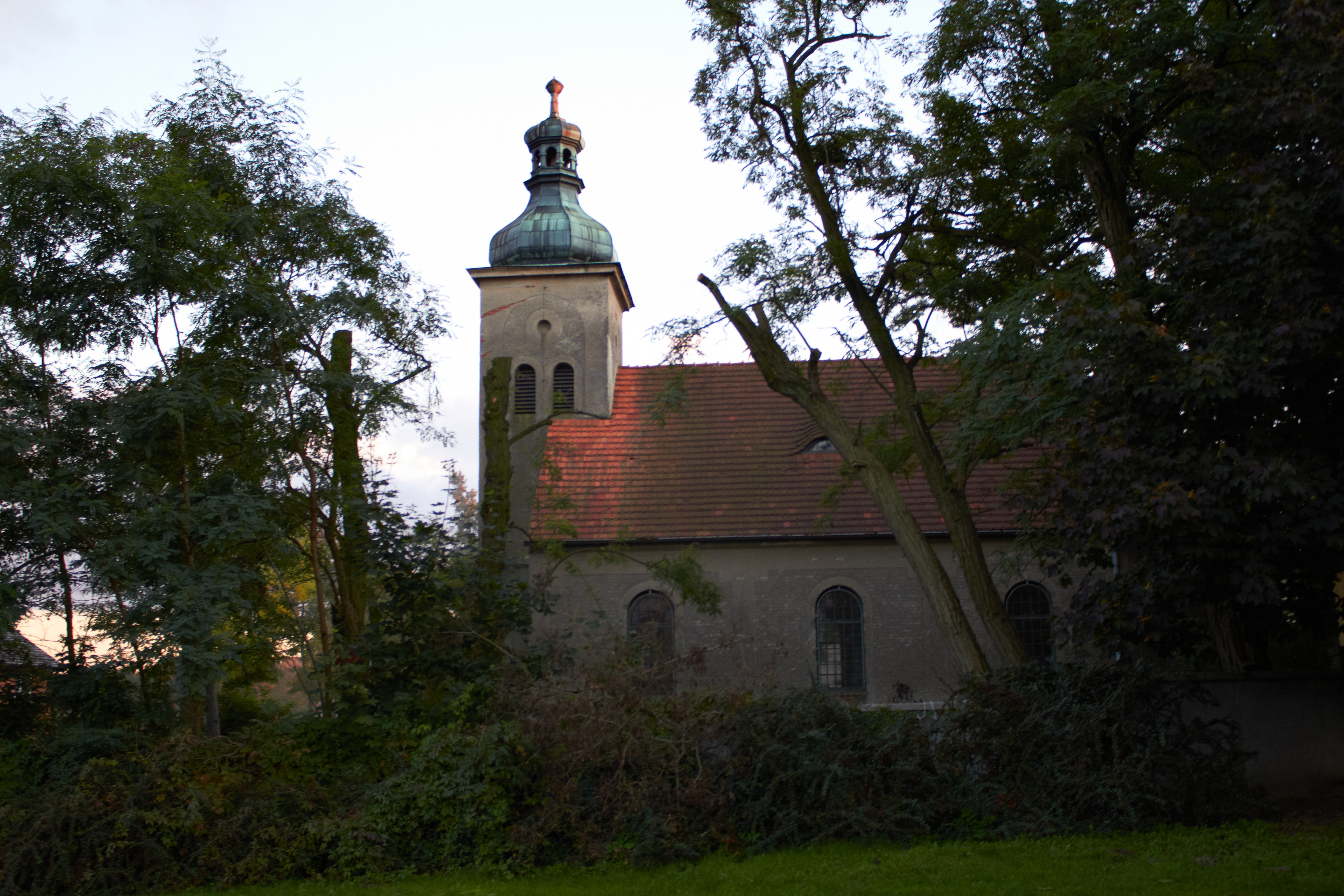
Kościół ewangelicki, (1904)

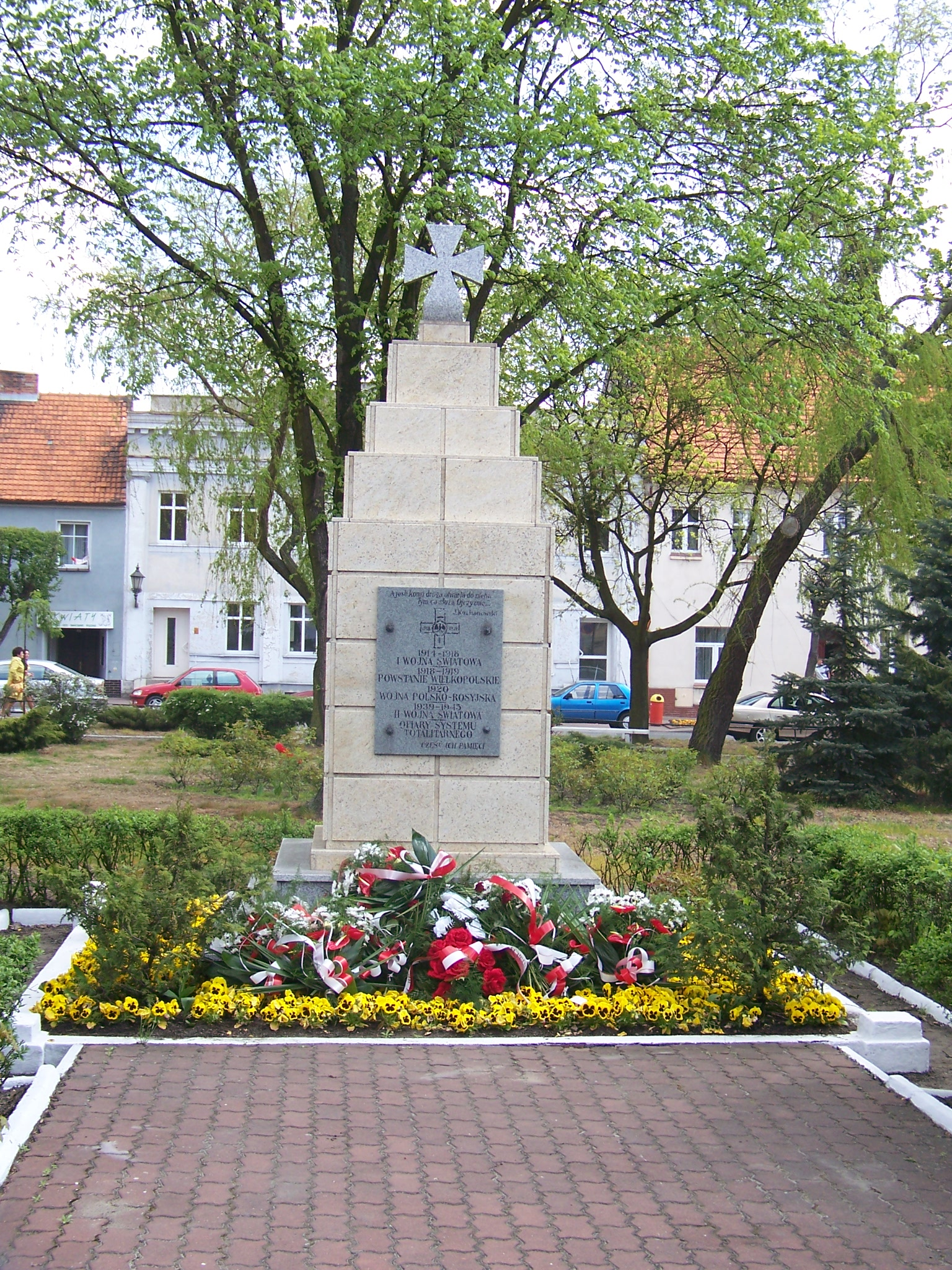
Pomnik Braciom poległym za Wolność i Ojczyznę, (1954)

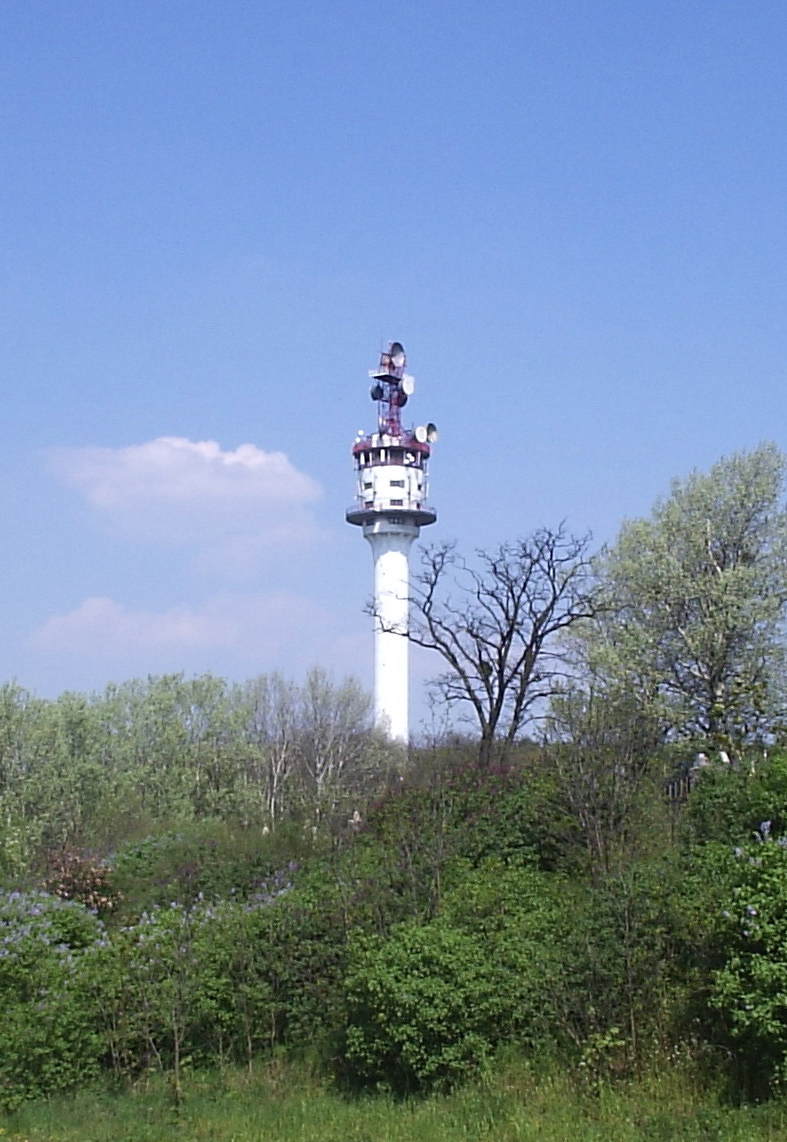
Ośrodek nadawczy firmy TP EmiTel, (1962)

- 1257 r. (30 listopada) – pierwsza historyczna wzmianka o Żerkowie (Zirchovo) występuje w dokumencie księcia kaliskiego Bolesława Pobożnego wśród czternastu miejscowości nadanych Jankowi Zarembie.
- 1283 r. (2 października) – Żerków jest wymieniony w dokumencie księcia kaliskiego i poznańskiego Przemysła II jako miasto podlegające jurysdykcji kaliskiej; datę tę przyjęto powszechnie jako początek miasta Żerkowa[potrzebny przypis].
- 1372 r. – w źródłach występuje „castrum Zircowo” (gród Żerków).
- 1375 r. – źródła wymieniają Andrzeja Zarembę z Żerkowa kasztelana śremskiego, przedstawiciela rodu Zarembów.
- 1383 r. (18 stycznia) – na dokumencie wydanym podczas zjazdu obozu Nałęczów w Pyzdrach jest przywieszona pieczęć Andrzeja z Żerkowa. Dokument ten jest aktem hołdu dla królewny Marii, córki Ludwika Węgierskiego. Latem tegoż roku, w czasie wojny domowej w Wielkopolsce, Andrzej z Żerkowa wraz z Bartoszem z Odolanowa, wystawili oddział 300 kopijników śpiesząc na pomoc Sędziwojowi Świdwie Szamotuł z herbu Nałęcz, przeciw siłom Domarada z Pierzchna. W odwecie został spalony Żerków wraz z Kościołem św. Mikołaja.
- 1390 r. – konsekrowanie nowego Kościoła św. Stanisława przez biskupa poznańskiego Dobrogosta Nowodworskiego. W tym czasie właścicielką miasta jest Jadwiga, wdowa po Andrzeju Zarembie.
- Około 1398–1418 r. – Żerków przechodzi na własność Doliwów – Kotów z Dębna.
- 1419 r. – w źródłach figuruje Jadwiga z Żerkowa, wdowa po Januszu Kocie Furmanie z Dębna i Zaniemyśla.
- 1460 r. – wymieniony jest Filip z Żerkowa i Zaniemyśla, herbu Doliwa, kasztelan międzyrzecki.
- 1469 r. – wymieniony jest Jan z Żerkowa i Witaszyc.
- 1539 r. – Mikołaj i Stanisław Rzeszowscy, herbu Doliwa, sprzedają Żerków Andrzejowi Górce – Roszkowskiemu, herbu Łodzia.
- 1550 r. – Andrzej Górka zatwierdza garncarzom wszystkie dotychczasowe przywileje i statuty cechowe.
- 1564 r. (24 lipca) – wielki pożar miasta.
- 1565 r. – Jan Górka ponownie zatwierdza miastu wszystkie przywileje i statuty cechów: garncarskiego, szewskiego i piwowarskiego. W tym okresie został nadany miastu herb: złota łódź – godło rodowe Górków, nad nią sześcioramienna gwiazda.
- 1574 r. (styczeń) – do Żerkowa przybywa król – elekt Henryk Walezy, podróżując z Francji na koronację do Krakowa. Andrzej Górka – Roszkowski podjął monarchę śniadaniem.
- 1613 r. – zginął tragicznie Jan Górka – Roszkowski.
- 1615 r. – również tragiczną śmiercią zmarł jego brat, Andrzej Górka – Roszkowski. Po śmierci Żerków będzie dziedziczyła jego córka, Barbara Ostrorożyna.
- Około 1618 r. – miasto nabył Hieronim Radomicki, herbu Kotowicz, kolejno kasztelan krzywiński, starosta wschowski i wojewoda inowrocławski.
- 1623 r. – w Żerkowie gości król Zygmunt III Waza wraz z królewiczem Władysławem. Gościnnie podejmuje ich Hieronim Radomicki.
- 1652 r. – po śmierci Hieronima Radomickiego właścicielem zostaje jego syn, Kazimierz Władysław Radomicki.
- 1660 r. – Kazimierz Władysław Radomicki|Kazimierz Radomicki wydaje nowe rozporządzenie o wyborze burmistrza, którego odtąd będzie wybierał właściciel spośród trzech kandydatów wyznaczonych przez radę.
- 1689 r. – po śmierci Kazimierza Radomickiego właścicielem zostaje jego syn Maciej.
- Po 1690 r. – Maciej Radomicki wznosi okazały pałac – rezydencję (w miejscu dzisiejszego amfiteatru).
- 1698 r. (12 czerwca) – król August II Mocny zatwierdza statut kurkowego bractwa strzeleckiego w Żerkowie, które powstaje z inicjatywy Macieja Radomickiego.
- 1708 r. – w Żerkowie szalała epidemia dżumy. Ludność schroniła się do lasu zwanego Kaczorowem. Jako wotum dziękczynne za ustąpienie epidemii została wzniesiona kaplica św. Krzyża na cmentarzu.
- 1710–1718 r. – z fundacji Macieja Radomickiego zostaje wybudowany wspaniały barokowy Kościół św. Stanisława. Wzniesiony został wg projektu wybitnego architekta Jana (Giovanniego)Catenazziego.
- 1728 r. – po śmierci Macieja Radomickiego właścicielką zostaje jego córka Katarzyna, która wychodzi za mąż za Jerzego Felicjana Sapiehę.
- 1742 r. – po śmierci Sapiehy Żerków przechodzi w ręce jego córki Marianny, kolejno Koźmińskiej, Dąmbskiej, znanej z samowoli i okrucieństwa.
- 1772 r. (23 września) – podczas wielkiego pożaru spłonęły 54 domy, austeria, 8 domów żydowskich i synagoga. Pastwą płomieni padł również Kościół św. Mikołaja.
- 1793 r. – Żerków zostaje zajęty przez wojska pruskie generała von Moellendorfa w czasie II rozbioru Rzeczypospolitej. Miasto liczyło wtedy 349 mieszkańców, w tym 241 katolików, 3 protestantów i 105 żydów.
- 1794 r. – po śmierci Marianny Dąmbskiej miasto przechodzi na własność jej córki Ludwiki.
- 1806 r. (13 listopada) – w Żerkowie gości Ludwik Mikołaj Davout – jeden z najwybitniejszych marszałków napoleońskich.
- 1831 r. (10 sierpnia) – pożar pałacu w Żerkowie.
- 1850 r. (11 sierpnia) – na świat w Żerkowie przychodzi Albert Wojciech Adamkiewicz – wybitny polski lekarz patolog, neurolog i neuroanatom, profesor Uniwersytetu Jagiellońskiego.
- 1852 r. – epidemia cholery.
- 1860 r. (11 września) – wielki zjazd ziemiaństwa wielkopolskiego, w którym uczestniczy 800 osób.
- 1861 r. (sierpień) – wielki pożar Żerkowa, który strawił niemal całe miasto. Po pożarze powstaje Stowarzyszenie Ogniowe, przekształcone w 1904 roku w Ochotniczą Straż Pożarną.
- 1873 r. – w odległym o 4 km Chrzanie uruchomiono stację kolejową Żerków.
- 1883 r. – zawiązuje się Towarzystwo Przemysłowców.
- 1887 r. – w Żerkowie urodził się Jakub Steinhardt, wybitny malarz i grafik (zm. 1968).
- 1891 r. – miasto liczy 1829 mieszkańców.
- 1904 r. – wybudowano kościół ewangelicki.
- 1921 r. – spis powszechny wykazał 1569 mieszkańców.
- 1926 r. – podpisano akt erekcyjny pod budowę pomnika ku czci mieszkańców Żerkowa poległych w wojnie światowej i polskiej w latach 1914–1920. Pomnik stanął przy ulicy Kolejowej według projektu architekta poznańskiego Mariana Andrzejewskiego.
- 1931 r. – Żerków liczy 1574 mieszkańców.
- 1939 r. (8 września) – do Żerkowa wkroczyły wojska hitlerowskie.
- 1940 r. – hitlerowcy niszczą synagogę i cmentarz żydowski oraz pomnik ku czci mieszkańców Żerkowa poległych w wojnach 1914-1920, a jego gruzy wywożą na drogę do Bieździadowa.
- 1941-1942 r. – zostaje rozebrany zrujnowany pałac.
- 1943 r. – wybudowano baseny kąpielowe. W pracach zatrudnieni byli jeńcy angielscy z obozu w Chrzanie.
- 1945 r. (22 stycznia) – do Żerkowa wkroczyła Armia Czerwona.
- 1954 r. – na rynku wzniesiono pomnik „Za naszą i waszą wolność”.
- 1962 r. – zostaje wybudowana i uruchomiona żelbetonowa wieża przekaźnikowa.
- 1971 r. – oddano do użytku nowy gmach szkoły podstawowej oraz domu nauczyciela.
- 1976 r. – rozpoczęto budowę Młodzieżowego Centrum Szkolenia i Rekreacji.
- 1979 r. – zostaje otwarta stanica harcerska.
- 1982 r. – oddano do użytku Gminny Dom Strażaka.
- 1983 r. (październik) – uroczyste obchody 700-lecia miasta Żerkowa (1283–1983 r.)[10]
- 1998 r. Powstanie Klubu piłkarskiego Polonia Żerków.
- 1999 r.Budowa miejscowego Gimnazjum oraz nadanie patrona Zbigniewa Herberta
- 2011 r. – Odbył się pierwszy Freestyle Footballowy turniej w Żerkowie.
- 2012 r. (6 stycznia) – zanotowano epicentrum trzęsienia ziemi o sile 4 stopni w skali Mercallego[11][12].
- 2013 r. Odbyły się mistrzostwa w kolarstwie górskim MTB. W imprezie udział wzięła Maja Włoszczowska, która wygrała wyścig.
- 2014 r. Odbyły się Mistrzostwa Europy w rugby. Miasto objęło na czas Mistrzostw partnerstwo.
- 2014 r. Kolejne Mistrzostwa w kolarstwie górskim MTB. Swój udział zapowiedziała Maja Włoszczowska.

## Demografia

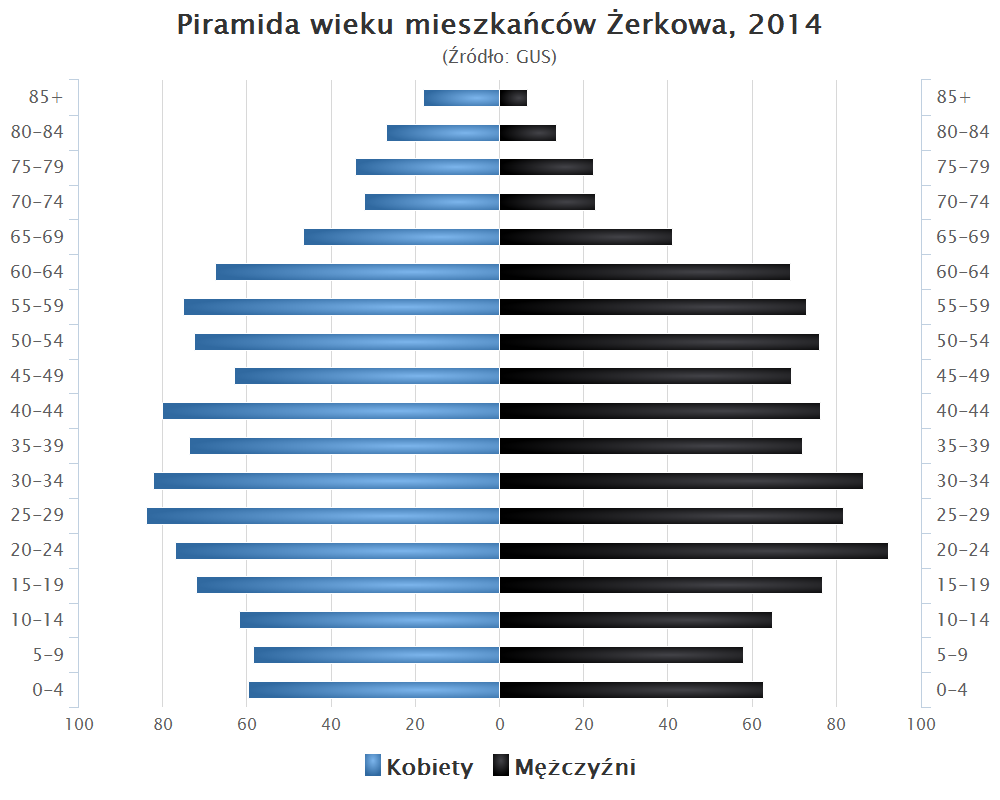
Piramida wieku mieszkańców Żerkowa w 2014 roku

## Zabytki

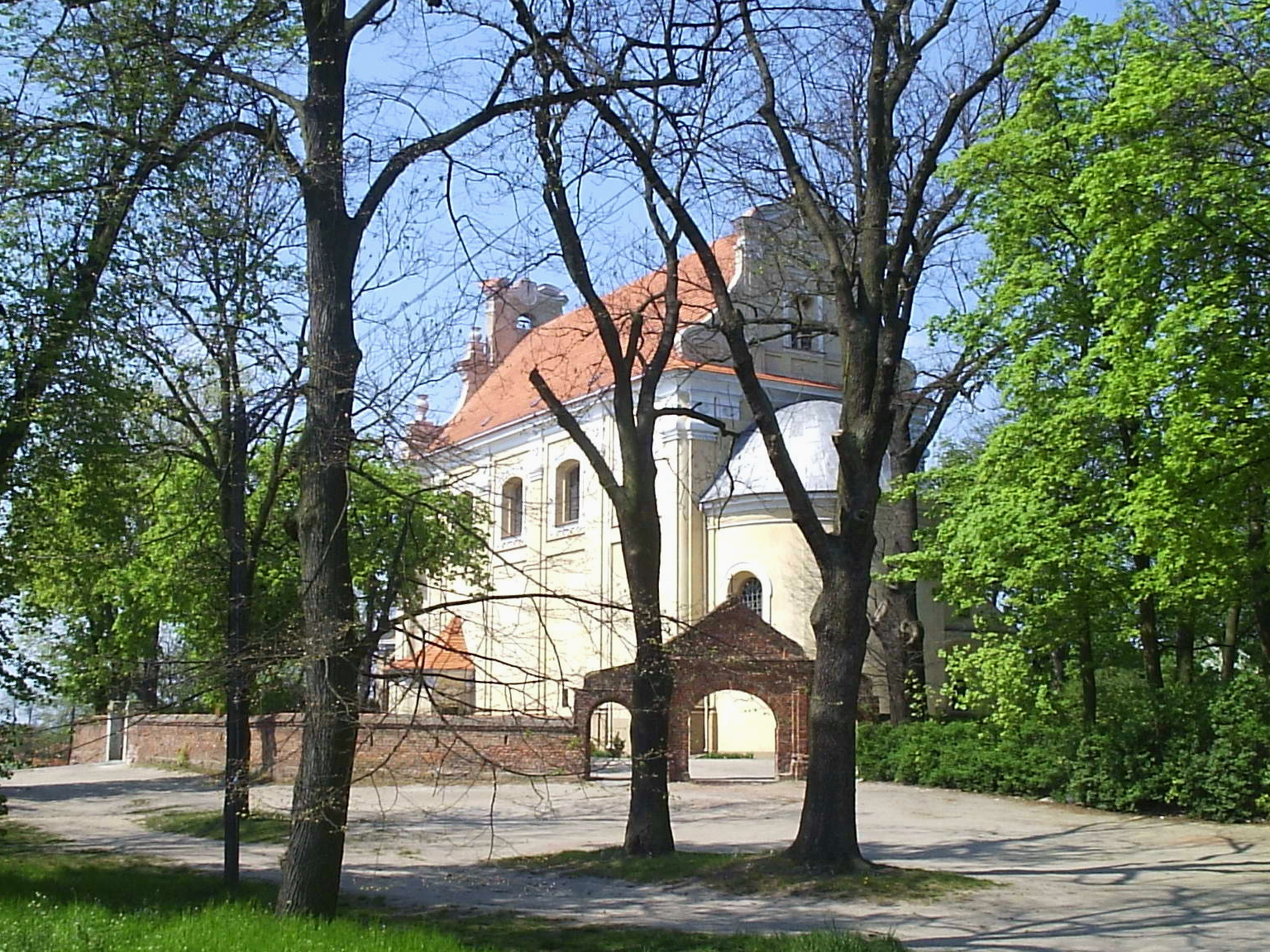
Barokowy kościół parafialny św. Stanisława z XVIII w.

- kościół parafialny św. Stanisława, barokowy z XVIII wieku, z wyposażeniem z przełomu XVII i XVIII wieku i renesansową kaplicą grobową Roszkowskich z pocz. XVII wieku
- pozostałości pałacu Radomickich:
  - brama wjazdowa do dawnego parku pałacowego, trójarkadowa, z herbem rodowym, jedyna pozostałość po rezydencji,
  - stróżówka,
- dawna poczta, z okresu poczty konnej (XVIII–XIX w.),
- barokowa kaplica cmentarna z początku XVIII wieku,
- obelisk „Braciom poległym za Wolność i Ojczyznę”,
- pozostałości grodziska Wilkowyja,
- neobarokowy poewangelicki kościół z 1904 r.[13]

## Przyroda
- Park miejski.
- Żerkowsko-Czeszewski Park Krajobrazowy.

## Współpraca międzynarodowa
Miasta i gminy partnerskie:
- Aa en Hunze
- gmina Kosakowo
- Kąty Wrocławskie